# Botrov, Ruse
Botrov (în bulgară Ботров) este un sat în comuna Beala, regiunea Ruse,  Bulgaria. 

## Demografie
Componența etnică a satului Botrov
     Bulgari (14,65%)
     Romi (18,24%)
     Turci (64,82%)
     Nicio identificare (2,28%)
La recensământul din 2011, populația satului Botrov era de 307 locuitori. Din punct de vedere etnic, majoritatea locuitorilor (64,82%) erau turci, existând și minorități de romi (18,24%) și bulgari (14,65%). Pentru 2,28% din locuitori nu este cunoscută apartenența etnică.